# Listă de filme cu fantome
Aceasta este o listă de filme artistice și de seriale TV cu fantome

## Filme
(Dacă nu sunt alte specificații, atunci producția filmului este americană)  
| Nume                                         | An        | Țară, note                                                                                      |  |
| -------------------------------------------- | --------- | ----------------------------------------------------------------------------------------------- |  |
| 3 A.M.                                       | 2012      | Tailanda                                                                                        |  |
| 13 Ghosts                                    | 1960      |                                                                                                 |  |
| City of the Living Dead                      | 1980      | Statele Unite, Italia                                                                           |  |
| 100 Feet                                     | 2008      |                                                                                                 |  |
| 1408                                         | 2007      |                                                                                                 |  |
| 2001 Maniacs                                 | 2005      |                                                                                                 |  |
| A Chinese Ghost Story                        | 1987      | Hong Kong                                                                                       |  |
| A Christmas Carol                            | 1908      |                                                                                                 |  |
| A-Haunting We Will Go                        | 1942      |                                                                                                 |  |
| A Muppet Christmas Carol                     | 1992      |                                                                                                 |  |
| A Nightmare on Elm Street                    | 1984      |                                                                                                 |  |
| Annabelle                                    | 2014      |                                                                                                 |  |
| Apartment 1303                               | 2007      | Japonia                                                                                         |  |
| Apartment 1303 3D                            | 2012      |                                                                                                 |  |
| Art of the Devil                             | 2004      | Tailanda                                                                                        |  |
| Beetlejuice                                  | 1988      |                                                                                                 |  |
| Beyond Tomorrow                              | 1940      |                                                                                                 |  |
| Blackbeard's Ghost                           | 1968      |                                                                                                 |  |
| Bhooter Bhobishyot                           | 2012      | India                                                                                           |  |
| Bhoothnath                                   | 2008      | India                                                                                           |  |
| Blithe Spirit                                | 1945      | Regatul Unit                                                                                    |  |
| Book of Blood                                | 2009      |                                                                                                 |  |
| Bunshinsaba                                  | 2004      | Coreea de Sud                                                                                   |  |
| Bulong                                       | 2011      | Filipine                                                                                        |  |
| Carnival of Souls                            | 1962      |                                                                                                 |  |
| Castle of Blood                              | 1964      | Italia-Franța; lansat în Franța ca Danse Macabre și la TV în SUA sub denumireaCastle of Terror. |  |
| Casper                                       | 1995      |                                                                                                 |  |
| Chamatkar                                    | 1992      | India, refacere nemenționată a Blackbeard's Ghost                                               |  |
| Christmas Carol: The Movie                   | 2001      | Regatul Unit                                                                                    |  |
| Chandramukhi                                 | 2005      | India Kannada, Tamil și Telugu                                                                  |  |
| Cinco                                        | 2010      | Filipine - Star Cinema Film                                                                     |  |
| Conjurer                                     | 2008      |                                                                                                 |  |
| Coraline                                     | 2009      |                                                                                                 |  |
| Corpse Bride                                 | 2005      |                                                                                                 |  |
| Crimson Peak                                 | 2015      |                                                                                                 |  |
| Curse, Death & Spirit                        | 1992      | Japonia                                                                                         |  |
| Da Possessed                                 | 2014      | Filipine                                                                                        |  |
| Dark Water                                   | 2002      | Japonia                                                                                         |  |
| Dark Water                                   | 2005      |                                                                                                 |  |
| Darkness                                     | 2002      | SUA, Spania                                                                                     |  |
| Darkness Falls                               | 2003      |                                                                                                 |  |
| Dalaw                                        | 2010      | Filipine                                                                                        |  |
| Dead of Night                                | 1945      | Regatul Unit                                                                                    |  |
| Death Ship                                   | 1980      | Canada, Regatul Unit                                                                            |  |
| Dead Silence                                 | 2007      |                                                                                                 |  |
| Death of a Ghost Hunter                      | 2007      |                                                                                                 |  |
| Dek hor                                      | 2006      | Tailanda                                                                                        |  |
| Dementia                                     | 2014      | Filipine                                                                                        |  |
| Demonic Beauty                               | 2002      | Tailanda                                                                                        |  |
| Dilim                                        | 2014      | Filipine                                                                                        |  |
| D' Anothers                                  | 2005      | Filipine                                                                                        |  |
| Eeram                                        | 2009      | India                                                                                           |  |
| Epitaph                                      | 2007      | Coreea de Sud                                                                                   |  |
| Esprit d'amour                               | 1983      | Hong Kong                                                                                       |  |
| FeardotCom                                   | 2002      | SUA, Regatul Unit, Germania, Luxembourg                                                         |  |
| Feng Shui                                    | 2004      | Filipine                                                                                        |  |
| Feng Shui 二                                 | 2014      | Filipine                                                                                        |  |
| Field of Dreams                              | 1989      |                                                                                                 |  |
| Fragile                                      | 2005      | Spania                                                                                          |  |
| Ghost                                        | 1990      |                                                                                                 |  |
| Ghost                                        | 2012      | India                                                                                           |  |
| Ghost Banana Tree                            | 2005      | Cambodgia                                                                                       |  |
| Ghost Dad                                    | 1990      |                                                                                                 |  |
| Ghost in the Machine                         | 1993      |                                                                                                 |  |
| The Ghost of St. Michael's                   | 1941      | Regatul Unit                                                                                    |  |
| Ghost Rider                                  | 2007      |                                                                                                 |  |
| Ghost Ship                                   | 2002      |                                                                                                 |  |
| Ghost Story                                  | 1981      |                                                                                                 |  |
| Ghost Town                                   | 2008      |                                                                                                 |  |
| Ghost Child                                  | 2013      | Singapore                                                                                       |  |
| Ghostbusters                                 | 1984      |                                                                                                 |  |
| Ghostbusters II                              | 1989      |                                                                                                 |  |
| Ghosts of Girlfriends Past                   | 2009      |                                                                                                 |  |
| Ghosts of Mars                               | 2001      |                                                                                                 |  |
| Ghostwatch                                   | 1992      | Regatul Unit                                                                                    |  |
| Gildersleeve's Ghost                         | 1944      |                                                                                                 |  |
| Golpo Holeo Shotti                           | 2014      | Refacere Bengali a filmului Tamil Pizza                                                         |  |
| Gothika                                      | 2003      |                                                                                                 |  |
| Grave Secrets: The Legacy of Hilltop Drive   | 1992      |                                                                                                 |  |
| Grave Encounters                             | 2011      | Canada, SUA                                                                                     |  |
| Guni-Guni                                    | 2012      | Filipine                                                                                        |  |
| Hamlet                                       | 1948      | Regatul Unit                                                                                    |  |
| Filmele Harry Potter                         | 2001-2011 | Regatul Unit, SUA, serie de filme                                                               |  |
| Halik sa Hangin                              | 2015      | Filipine                                                                                        |  |
| Hasta el viento tiene miedo                  | 1968      | Mexic                                                                                           |  |
| Haunted                                      | 1995      | Regatul Unit                                                                                    |  |
| Haunted Lighthouse                           | 2003      |                                                                                                 |  |
| Heart and Souls                              | 1993      |                                                                                                 |  |
| Hide and Seek                                | 2007      | Filipine                                                                                        |  |
| High Spirits                                 | 1988      | SUA, Regatul Unit                                                                               |  |
| Hold That Ghost                              | 1941      |                                                                                                 |  |
| House                                        | 1986      |                                                                                                 |  |
| House II: The Second Story                   | 1987      |                                                                                                 |  |
| Housebound                                   | 2014      | Noua Zeelandă                                                                                   |  |
| House on Haunted Hill                        | 1959      |                                                                                                 |  |
| House on Haunted Hill                        | 1999      |                                                                                                 |  |
| Hum Kaun Hai?                                | 2004      | India                                                                                           |  |
| Insidious                                    | 2011      |                                                                                                 |  |
| Insidious 2                                  | 2013      |                                                                                                 |  |
| Insidious: Chapter 3                         | 2015      |                                                                                                 |  |
| Into the Mirror                              | 2003      | Coreea de Sud                                                                                   |  |
| It Follows                                   | 2014      |                                                                                                 |  |
| It Happened Tomorrow                         | 1944      |                                                                                                 |  |
| Jekhane Bhooter Bhoy                         | 2012      | India                                                                                           |  |
| Ju-on: The Grudge                            | 2003      | Japonia                                                                                         |  |
| Kairo                                        | 2001      | Japonia                                                                                         |  |
| Kilometer 31                                 | 2006      | Mexic                                                                                           |  |
| Krasue Valentine                             | 2006      | Tailanda                                                                                        |  |
| Kwaidan                                      | 1964      | Japonia                                                                                         |  |
| La Llorona                                   | 1960      | Mexic                                                                                           |  |
| Lady in White                                | 1988      |                                                                                                 |  |
| Lake Mungo                                   | 2008      | Australia                                                                                       |  |
| Lani Loa - The Passage                       | 1998      |                                                                                                 |  |
| Lonesome Ghosts                              | 1937      |                                                                                                 |  |
| Mama                                         | 2013      |                                                                                                 |  |
| Maxie                                        | 1985      |                                                                                                 |  |
| Mirrors                                      | 2008      |                                                                                                 |  |
| Mirrors 2                                    | 2010      |                                                                                                 |  |
| Mostly Ghostly: Have You Met My Ghoulfriend? | 2014      |                                                                                                 |  |
| Mostly Ghostly: Who Let the Ghosts Out?      | 2008      |                                                                                                 |  |
| Muni 2: Kanchana                             | 2011      | India (limbile Tamil și Telugu)                                                                 |  |
| Maria Leonora Teresa                         | 2014      | Filipine - Star Cinema Film                                                                     |  |
| Nang Nak                                     | 1999      | Tailanda                                                                                        |  |
| Nomads                                       | 1986      |                                                                                                 |  |
| Oculus                                       | 2013      |                                                                                                 |  |
| Old Mother Riley's Ghosts                    | 1941      | Regatul Unit                                                                                    |  |
| Ouija                                        | 2014      |                                                                                                 |  |
| Over Her Dead Body                           | 2008      |                                                                                                 |  |
| Paranormal Activity                          | 2007      |                                                                                                 |  |
| Paranormal Activity 2                        | 2010      |                                                                                                 |  |
| Paranormal Activity 3                        | 2011      |                                                                                                 |  |
| Paranormal Activity 4                        | 2012      |                                                                                                 |  |
| Paranormal Activity: The Marked Ones         | 2014      |                                                                                                 |  |
| ParaNorman                                   | 2012      |                                                                                                 |  |
| Pee Mak                                      | 2013      | Tailanda                                                                                        |  |
| Pizza (2012 film)                            | 2012      | India - Film Tamil                                                                              |  |
| Presence of Mind                             | 1999      | Spania, SUA                                                                                     |  |
| Pridyider                                    | 2012      | Filipine                                                                                        |  |
| Pulse                                        | 2001      | Japonia                                                                                         |  |
| Pulse                                        | 2006      |                                                                                                 |  |
| Poltergeist                                  | 1982      |                                                                                                 |  |
| Poltergeist                                  | 2015      |                                                                                                 |  |
| Poltergeist II                               | 1986      |                                                                                                 |  |
| Poltergeist III                              | 1988      |                                                                                                 |  |
| Practical Magic                              | 1998      |                                                                                                 |  |
| Rinne                                        | 2006      | Japonia                                                                                         |  |
| Retribution                                  | 2006      | Japonia                                                                                         |  |
| Return to House on Haunted Hill              | 2007      | SUA                                                                                             |  |
| Riding the Bullet                            | 2004      | SUA, Germania, Canada                                                                           |  |
| R.I.P.D.                                     | 2013      |                                                                                                 |  |
| Ringu                                        | 1998      | Japonia                                                                                         |  |
| Ringu 2                                      | 1999      | Japonia                                                                                         |  |
| Route 666                                    | 2001      | Canada, SUA                                                                                     |  |
| Safe Haven                                   | 2013      |                                                                                                 |  |
| Saint Ange                                   | 2004      | Franța                                                                                          |  |
| Scared Stiff                                 | 1953      |                                                                                                 |  |
| Scary Movie 2                                | 2001      |                                                                                                 |  |
| Schalcken the Painter                        | 1979      | Regatul Unit                                                                                    |  |
| School Spirit                                | 1985      |                                                                                                 |  |
| Scooby Doo 2: Monsters Unleashed             | 2004      | SUA, Canada                                                                                     |  |
| Scrooge                                      | 1913      | Regatul Unit                                                                                    |  |
| Scrooge                                      | 1935      | Regatul Unit                                                                                    |  |
| Scrooge                                      | 1951      | Regatul Unit                                                                                    |  |
| Scrooged                                     | 1988      |                                                                                                 |  |
| Segunda Mano                                 | 2011      | Filipine                                                                                        |  |
| Shock                                        | 2004      | India - Film Tamil                                                                              |  |
| Shutter                                      | 2004      | Tailanda                                                                                        |  |
| Shutter                                      | 2008      |                                                                                                 |  |
| Silent Tongue                                | 1993      | SUA, Regatul Unit, Franța, Olanda                                                               |  |
| Sigaw                                        | 2005      | Filipine                                                                                        |  |
| Sleepy Hollow                                | 1999      |                                                                                                 |  |
| Someone Behind You                           | 2007      | Coreea de Sud                                                                                   |  |
| Somwhere, Tomorrow                           | 1983      |                                                                                                 |  |
| Stay Alive                                   | 2006      |                                                                                                 |  |
| Stir of Echoes                               | 1999      |                                                                                                 |  |
| Stir of Echoes 2: The Homecoming             | 2007      |                                                                                                 |  |
| Sukob                                        | 2006      | Filipine                                                                                        |  |
| Susie Q                                      | 1996      |                                                                                                 |  |
| Tales of Terror                              | 1962      |                                                                                                 |  |
| The Amityville Horror                        | 1979      |                                                                                                 |  |
| The Babadook                                 | 2014      | Australia                                                                                       |  |
| The Blair Witch Project                      | 1999      |                                                                                                 |  |
| The Book of Life                             | 2014      |                                                                                                 |  |
| The Canterville Ghost                        | 1944      |                                                                                                 |  |
| The Canterville Ghost                        | 1985      |                                                                                                 |  |
| The Canterville Ghost                        | 1986      |                                                                                                 |  |
| The Canterville Ghost                        | 1996      |                                                                                                 |  |
| The Changeling                               | 1980      | Canada                                                                                          |  |
| The Conjuring                                | 2013      |                                                                                                 |  |
| The Curse of the Crying Woman                | 1961      | Mexic                                                                                           |  |
| The Devil's Backbone                         | 2001      | Spania                                                                                          |  |
| The Echo                                     | 2008      |                                                                                                 |  |
| The Entity                                   | 1981      |                                                                                                 |  |
| The Eye                                      | 2002      | Hong Kong                                                                                       |  |
| The Eye 2                                    | 2004      | Hong Kong                                                                                       |  |
| The Eye 10                                   | 2005      | Hong Kong                                                                                       |  |
| The Fog                                      | 1980      |                                                                                                 |  |
| The Fog                                      | 2005      |                                                                                                 |  |
| The Frighteners                              | 1996      | United States, Noua Zeelandă                                                                    |  |
| The Ghost Breakers                           | 1940      |                                                                                                 |  |
| The Ghost and Mrs. Muir                      | 1947      |                                                                                                 |  |
| The Ghost Goes West                          | 1935      | Regatul Unit                                                                                    |  |
| The Ghost Talks                              | 1949      |                                                                                                 |  |
| The Ghosts of Berkeley Square                | 1947      | Regatul Unit                                                                                    |  |
| The Ghosts of Edendale                       | 2004      |                                                                                                 |  |
| The Gift                                     | 2000      |                                                                                                 |  |
| The Gravedancers                             | 2006      |                                                                                                 |  |
| The Grudge                                   | 2004      | SUA, Japonia, Germania                                                                          |  |
| The Grudge 2                                 | 2006      | SUA, Japonia, Germania                                                                          |  |
| The Grudge 3                                 | 2009      | SUA, Japonia                                                                                    |  |
| The Halloween Tree                           | 1993      |                                                                                                 |  |
| The Haunted Castle                           | 1896      | Franța                                                                                          |  |
| The Haunted Castle                           | 1897      | Franța                                                                                          |  |
| The Haunted Mansion                          | 2003      |                                                                                                 |  |
| The Haunting                                 | 1963      | Statele Unite, Regatul Unit                                                                     |  |
| The Haunting                                 | 1999      |                                                                                                 |  |
| The Haunting in Connecticut                  | 2009      |                                                                                                 |  |
| The Healing                                  | 2012      | Filipine                                                                                        |  |
| The House Where Evil Dwells                  | 1982      |                                                                                                 |  |
| The Innkeepers                               | 2011      |                                                                                                 |  |
| The Innocents                                | 1961      | Regatul Unit                                                                                    |  |
| The Legend of Hell House                     | 1973      | Regatul Unit                                                                                    |  |
| The Lovely Bones                             | 2009      |                                                                                                 |  |
| The Maid                                     | 2005-2006 | Singapore                                                                                       |  |
| The Messengers                               | 2007      |                                                                                                 |  |
| The Mommy Returns                            | 2012      | Filipine                                                                                        |  |
| The Nightmare Before Christmas               | 1993      |                                                                                                 |  |
| The Orphanage                                | 2007      | Spania                                                                                          |  |
| The Other                                    | 1972      |                                                                                                 |  |
| The Other Side of the Tracks                 | 2008      |                                                                                                 |  |
| The Others                                   | 2001      | Statele Unite, Spania, Franța, Italia                                                           |  |
| The Phantom Carriage                         | 1921      | Suedia                                                                                          |  |
| The Red Shoes                                | 2005      | Coreea de Sud                                                                                   |  |
| The Ring                                     | 2002      |                                                                                                 |  |
| The Ring 2                                   | 2005      |                                                                                                 |  |
| The Ruins                                    | 2008      |                                                                                                 |  |
| The Screaming Skull                          | 1958      |                                                                                                 |  |
| The Shining                                  | 1980      | Regatul Unit, Statele Unite                                                                     |  |
| The Sixth Man                                | 1997      |                                                                                                 |  |
| The Sixth Sense                              | 1999      |                                                                                                 |  |
| The Terror                                   | 1963      |                                                                                                 |  |
| The Time of Their Lives                      | 1946      |                                                                                                 |  |
| The Uninvited                                | 1944      |                                                                                                 |  |
| The Woman in Black                           | 1989      | Regatul Unit                                                                                    |  |
| The Woman in Black                           | 2012      | Regatul Unit                                                                                    |  |
| The Woman in Black: Angel of Death           | 2014      | Regatul Unit                                                                                    |  |
| The Wraith                                   | 1986      |                                                                                                 |  |
| Third Eye                                    | 2014      | Filipine                                                                                        |  |
| Thir13en Ghosts                              | 2001      |                                                                                                 |  |
| Three                                        | 2002      | Hong Kong                                                                                       |  |
| Tiyanaks                                     | 2007      | Filipine                                                                                        |  |
| Topper                                       | 1937      |                                                                                                 |  |
| Topper Takes a Trip                          | 1938      |                                                                                                 |  |
| Topper Returns                               | 1941      |                                                                                                 |  |
| Tormented                                    | 1960      |                                                                                                 |  |
| Tormented                                    | 2009      | Regatul Unit                                                                                    |  |
| Tower of Terror                              | 1997      |                                                                                                 |  |
| Trick or Treat                               | 1986      |                                                                                                 |  |
| Truly, Madly, Deeply                         | 1990      | Regatul Unit                                                                                    |  |
| Two Thousand Maniacs!                        | 1964      |                                                                                                 |  |
| Ugetsu                                       | 1953      | Japonia                                                                                         |  |
| Unfriended                                   | 2014      |                                                                                                 |  |
| Villa Estrella                               | 2009      | Filipine                                                                                        |  |
| Web of the Spider                            | 1970      | Italia; remake a Castle of Blood.                                                               |  |
| What Lies Beneath                            | 2000      |                                                                                                 |  |
| Where Got Ghost?                             | 2009      | Singapore                                                                                       |  |
| White House                                  | 2010      | Filipine                                                                                        |  |
| White Lady                                   | 2006      | Filipine                                                                                        |  |
| White Noise                                  | 2005      | Canada, Regatul Unit, Statele Unite                                                             |  |
| White Noise 2                                | 2007      | Statele Unite, Canada                                                                           |  |
| Wind Chill (film)                            | 2007      | Regatul Unit, Statele Unite                                                                     |  |
| Witchboard                                   | 1986      |                                                                                                 |  |
| Witchboard 2: The Devil's Doorway            | 1993      |                                                                                                 |  |
| Wonder Man                                   | 1945      |                                                                                                 |  |
| Yavarum Nalam (13B)                          | 2009      | India - Film Tamil                                                                              |  |
| Yaamirukka Bayamey                           | 2014      | India - FilmTamil                                                                               |  |
| Darling                                      | 2015      | India - Film Tamil                                                                              |  |
| Kanchana 2                                   | 2015      | India - Film Tamil                                                                              |  |
| Baby (2015 Tamil film)                       | 2015      | India - Film Tamil                                                                              |  |
| Maya                                         | 2015      | India - Film Tamil                                                                              |  |
| Kamara Kattu                                 | 2015      | India - Film Tamil                                                                              |  |
| Mangaa                                       | 2015      | India - Film Tamil                                                                              |  |
| Demonte Colony                               | 2015      | India - Film Tamil                                                                              |  |
| Masss                                        | 2015      | India - Film Tamil                                                                              |  |
| Strawberry_(film)                            | 2015      | India - Film Tamil                                                                              |  |
| Child of Glass                               | 1978      | Film TV Disney                                                                                  |  |
| Tales of Terror                              | 1962      | Regatul Unit                                                                                    |  |
| The Haunted Palace                           | 1963      | Regatul Unit                                                                                    |  |
| The Tomb of Ligeia                           | 1964      | Regatul Unit                                                                                    |  |

## Seriale TV

### Drame și comedii
- 1931-1933: The Television Ghost
- 1953-1955: Topper
- 1968-1970: The Ghost and Mrs. Muir
- 1969–1971: Randall and Hopkirk (Deceased)
- 1971-1978, 2005- : A Ghost Story for Christmas
- 1975: The Ghost Busters
- 1976-1978: The Ghosts of Motley Hall
- 1976-1984: Rentaghost
- 1990: Elly And Jools
- 1990–1991: Shades of L.A.
- 1994–1997: The Kingdom
- 1997-1998: Ghost Stories (episode list)
- 1997: The Shining
- 1999: Polterguests
- 2000-2001: Randall & Hopkirk (Deceased)
- 2002: Haunted
- 2004–2005: Hex
- 2004-2011:   Rescue Me
- 2004–2011: Medium
- 2005–2010: Ghost Whisperer
- 2005–prezent: Supernatural
- 2008–2013: Being Human
- 2010: Dead Gorgeous
- 2011: American Horror Story: Murder House
- 2011: Becoming Human
- 2011: The Fades
- 2011: Bag of Bones
- 2011-2014: Being Human
- 2013–prezent: The Haunted Hathaways (episodes)
- 2015-2016: puli a Tamil film

### Animații
- 1963-1969: The New Casper Cartoon Show
- 1979: Casper and the Angels
- 1985-1986: The 13 Ghosts of Scooby-Doo
- 1986-1991: The Real Ghostbusters
- 1989-1991: Beetlejuice
- 1991-1992: Little Ghosts, There, Here, and Where
- 1993-1994: Ghost Sweeper Mikami
- 1996-1997: Extreme Ghostbusters
- 1996-1998: The Spooktacular New Adventures of Casper
- 2000-2001: Ghost stories in school
- 2004-2007: Danny Phantom
- 2009–prezent: Casper's Scare School
- 2013: Dude, That's My Ghost!

### Păpuși
- 1989: The Ghost of Faffner Hall

### Reality show cu fantome
- 1996-1997: Ghosthunters
- 1998-2001: Haunted History
- 2000-2006: Scariest Places on Earth
- 2002–prezent: Most Haunted
- 2004–prezent: Ghost Hunters
- 2005-2011: Ghostly Encounters
- 2005-2006: Ghost Hunt
- 2006: Extreme Ghost Stories
- 2007-2011: Paranormal State
- 2008–prezent: Ghost Adventures
- 2008-2012: Ghost Hunters International
- 2009–prezent: Celebrity Ghost Stories
- 2009-2010: Ghost Hunters Academy
- 2009-2011: Ghost Lab
- 2009-2010: Ghost Stories
- 2009-2010: Most Terrifying Places in America
- 2010–prezent: My Ghost Story
- 2011: Paranormal Challenge
- 2012–prezent: Haunted Encounters
- 2005-2007; 2012–prezent: A Haunting (Discovery Channel)